# Oberwil (Basileia-Campo)
Oberwil é uma comuna da Suíça, situada no distrito de Arlesheim, no cantão de Basileia-Campo. Tem 7,88 km² de área e sua população em 2018 foi estimada em 11.136 habitantes.